# Тинтин в Америке
«Тинтин в Америке» (фр. Tintin en Amérique) — третий альбом из серии «Приключения Тинтина» бельгийского карикатуриста Эрже.
Комикс выходил в журнале Le Petit Vingtième с 3 сентября 1931 года по 20 октября 1932 года, а затем был опубликован в сборнике издательством Éditions du Petit Vingtième в 1932 году. Текущая цветная версия альбома вышла в июле 1946 года. Самый продаваемый альбом в серии.
История повествует о молодом репортёре Тинтине и его собаке Милу, которые отправляются в Соединённые Штаты, где Тинтин пишет репортажи об организованной преступности в Чикаго.

## Сюжет

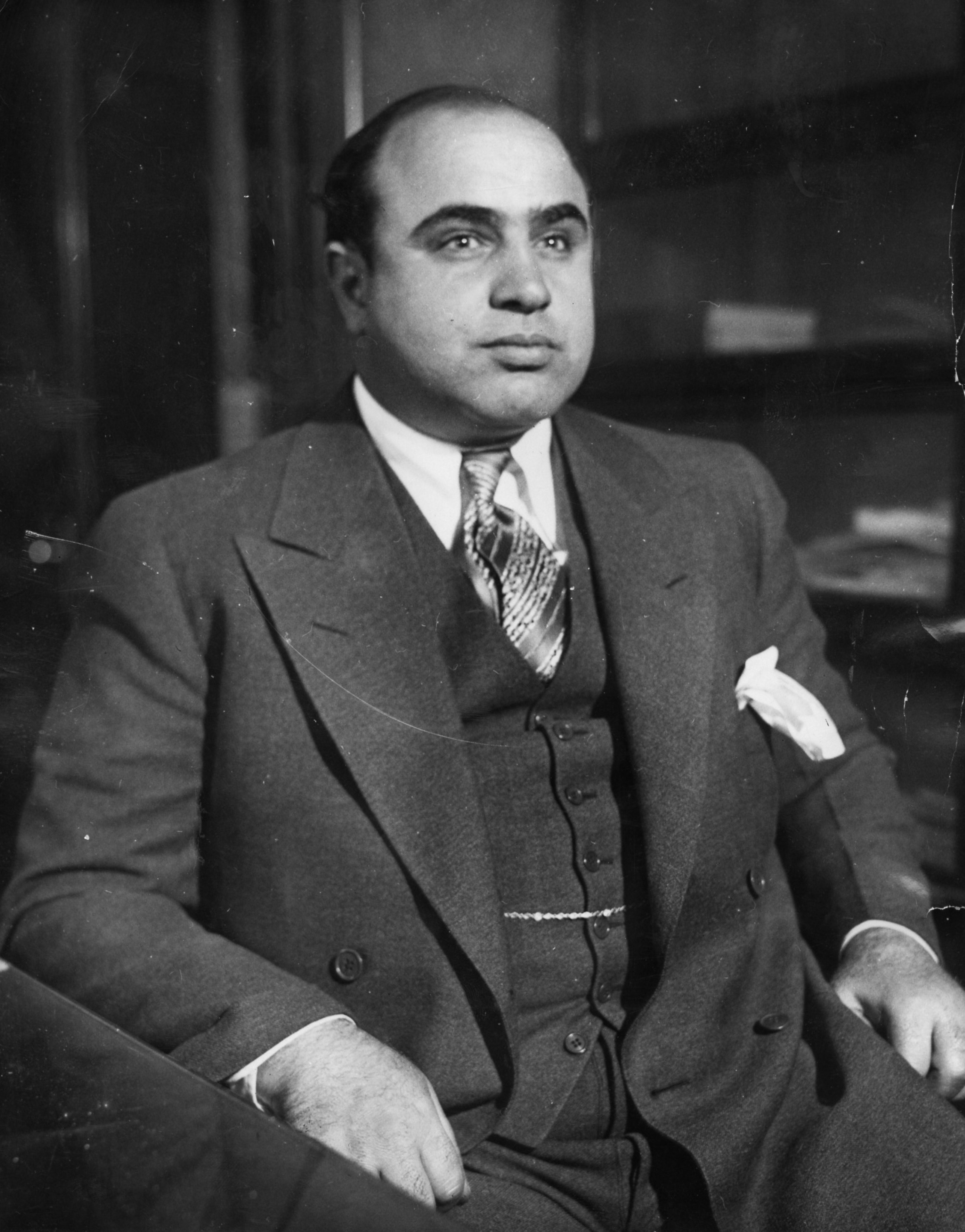
Аль Капоне, единственный реальный персонаж в серии.

После разбора организованной Аль Капоне торговли алмазами в альбоме «Тинтин в Конго» Тинтин приезжает в Чикаго. Его прибытия с нетерпением ждут гангстеры, которые похищают его, как только он выходит из поезда. Тем не менее он убегает. Аль Капоне, в свою очередь, похищает его, но вмешивается Милу, и Тинтин захватил весь отряд. Несмотря на этот подвиг, полиция ему не верит, и Аль Капоне сбегает. Соперничающий гангстер, Бобби Смайлс, затем решает завербовать Тинтина, чтобы он мог устранить Аль Капоне, но он отказался. Смайлс дважды безуспешно пытался убить Тинтина, а затем был вынужден бежать после ареста своей банды.
Тинтин решает преследовать преступника, что приводит его к группе индейцев, которую Бобби Смайлс настраивает против него. Попав в плен, Тинтин убегает, но оказывается застрявшим в пещере. Он сбегает, взорвав скалу, и в то же время обнаруживает месторождение нефти в заповеднике . Немедленная спекуляция поселенцев землей и последующее военное вмешательство относятся к депортации коренных американцев . Мы видим, как на индийских нефтяных землях всего за одну ночь строится целый город. Тинтин возобновляет  свое путешествие, но его принимают за вора, и ему едва удается избежать повешения. Тинтин случайно находит Бобби Смайлза, который оставляет его умирать, но Тинтин наконец останавливает его в горной хижине.
Вернувшись в Чикаго, Тинтин противостоит гангстеру, специализирующемуся на похищениях людей, которому удается поймать Милу. Репортер останавливает свою банду, а затем чудом избегает покушения на консервном заводе Swift. Все бандиты города объединяются, чтобы избавить Тинтина от опасности, что не мешает ему остановить их. Его поездка в США завершается триумфальным парадом.

## Приём
После публикации «Тинтина в Конго» Эрже исследовал историю, действие которой происходит в Соединенных Штатах, желая отразить свою обеспокоенность по поводу обращения с общинами американских индейцев со стороны правительства США.
Подкреплённый рекламным трюком, «Тинтин в Америке» имел коммерческий успех в Бельгии и вскоре был переиздан во Франции. Эрже продолжил «Приключения Тинтина» «Сигарами фараона», и серия стала определяющей частью франко-бельгийской традиции комиксов.
В 1945 году «Тинтин в Америке» был переработан и раскрашен в стиле характерном стиле Эрже и был издан в цвете издательством Casterman, а в 1973 году появилась новая версия комикса.
Критический приём работы был неоднозначным, при этом комментаторы «Приключений Тинтина» утверждали, что, хотя он представляет собой улучшение по сравнению с предыдущими частями, в нём по-прежнему сохранились те же проблемы, которые были видны в первых двух комиксах.

## Экранизации и адаптации
Комикс был адаптирован для пьесы «Великое Американское приключение Тинтина», поставленной в Вест-Энде в 1976–77 годах, и для анимационного сериала 1991 года «Приключения Тинтина», который вышел в эфир в качестве финала сериала.